# イッシム
イッシム（フランス語: Issime [isim]）は、イタリア共和国ヴァッレ・ダオスタ州にある、人口約400人の基礎自治体（コムーネ）。

## 地理

### 位置・広がり

#### 隣接コムーネ
隣接するコムーネは以下の通り。括弧内のBIはビエッラ県所属を示す。
- アルナド
- ブリュソン
- シャラン＝サンタンセルム
- シャラン＝サン＝ヴィクトル
- フォンテーヌモール
- ガビ
- リリアーヌ
- ペルロ
- サリアーノ・ミッカ (BI)

## 行政

### 分離集落
イッシムには、以下の分離集落（フラツィオーネ）がある。
- Fornas, Bioley, Ceresole, Champriond, Chef-lieu, Chincheré, Crest, Crose, Cugna, Fontaineclaire, Grand Champ, Grand Praz, Nicche, Plane, Praz, Preit, Karrutzu, Proasch, Ribola, Riccard, Riccourt, Riccourt Dessus, Herrenhaus, Riva, Bennetsch, Rollie, Seingles, Seingles Dessus, Stein, Tontinel, Vecchaus, Zan